# Billet de 50 dollars canadien série Frontières
Recto
Verso
Le billet de 50 dollars canadien de la série Frontières a pour couleur dominante le rouge. 
Le recto représente William Lyon Mackenzie King ainsi que la tour de la Paix du parlement canadien. Le verso représente le NGCC Amundsen, une carte du Grand Nord canadien et le mot Arctique en inuktitut.